# Heinrich Brauch
Heinrich Brauch (* 23. August 1896 in Tschemin, Österreich-Ungarn, heute Tschechien; † 16. April 1965 in Hamburg) war ein deutscher Marathonläufer.

## Leben
1932 in Hannover wurde er Deutscher Marathon-Meister in 2:41:35 h. Aufgrund der Weltwirtschaftskrise konnte er nicht zu den Olympischen Spielen in Los Angeles geschickt werden; stattdessen wurde er Zweiter beim Košice-Marathon.
Bei den Deutschen Meisterschaften 1933 in Köln trat er gegen Paul de Bruyn an, der bei Olympia gestartet war, weil er in den USA lebt; Brauch verteidigte seinen Titel mit seiner persönlichen Bestzeit von 2:35:46 h vor Franz Zeilhofer (2:37:45 h) und de Bruyn (2:39:57 h). 
1934 wurde er Brandenburgischer Meister und siegte erneut bei den Deutschen Meisterschaften in Nürnberg auf zu kurzer Strecke in 2:36:12 h. Bei den Leichtathletik-Europameisterschaften in Turin wurde er Fünfter in 2:58:41 h.
1935 in Berlin wurde er zum vierten Mal in Folge Deutscher Meister in 2:39:20 h.
Heinrich Brauch war von Beruf Polizeimeister und startete für den Polizei SV Berlin.